# Keilschwanzadler
Der Keilschwanzadler (Aquila audax) ist eine Greifvogelart aus der Familie der Habichtartigen (Accipitridae). Dieser sehr große, etwas schlaksig wirkende Adler bewohnt ein sehr breites Spektrum von Habitaten in wohl fast ganz Australien einschließlich Tasmanien sowie im äußersten Süden von Neuguinea.  Keilschwanzadler ernähren sich in erster Linie von mittelgroßen Säugetieren, weniger häufig werden Reptilien und Vögel erbeutet. Vor allem außerhalb der Brutzeit und generell für junge Vögel spielt auch Aas eine wichtige Rolle als Nahrung. Der weltweite Bestand gilt als zunehmend und ist ungefährdet.

## Beschreibung
Keilschwanzadler sind sehr große, etwas schlaksig wirkende und sehr dunkle Vertreter der Gattung Aquila mit langen, relativ schlanken Flügeln, einem sehr langen, keilförmigen Schwanz, relativ kleinem Kopf, großem und kräftigen Schnabel und bauschiger Beinbefiederung. Sie gehören zu den größten Vertretern der Unterfamilie Aquilinae. Die Körperlänge beträgt 85 bis 106 cm und die Flügelspannweite 1,82 bis 2,32 m; die Art ist damit etwa so groß wie der Steinadler. Der Geschlechtsdimorphismus ist bezüglich der Größe relativ gering, hinsichtlich des Gewichts jedoch sehr deutlich ausgeprägt. Männchen wiegen 2,03 bis 4,00 kg und haben eine Flügellänge von 553 bis 667 mm, Weibchen erreichen ein Gewicht von 3,05 bis 5,30 kg und eine Flügellänge von 600 bis 703 mm. Wie bei allen Vertretern der Gattung Aquila sind die Handschwingenspitzen stark gefingert und die Beine bis zu den Zehen befiedert.
Adulte Vögel sind insgesamt fast einfarbig schwarz. Hinterkopf und Nacken sind auf schwarzem Grund kräftig bräunlich rot gestrichelt. Die großen Oberflügeldecken sind hell graubraun gerandet und bilden daher ein unregelmäßiges helles Band auf den Oberflügeln. Die Unterschwanzdecken sind deutlich zum sonst schwarzen Rumpf kontrastierend hellbraun bis rotbraun. Die Basen der Schwungfedern sind gräulich, distal sind die Schwungfedern ebenso wie die Steuerfedern schwarz.

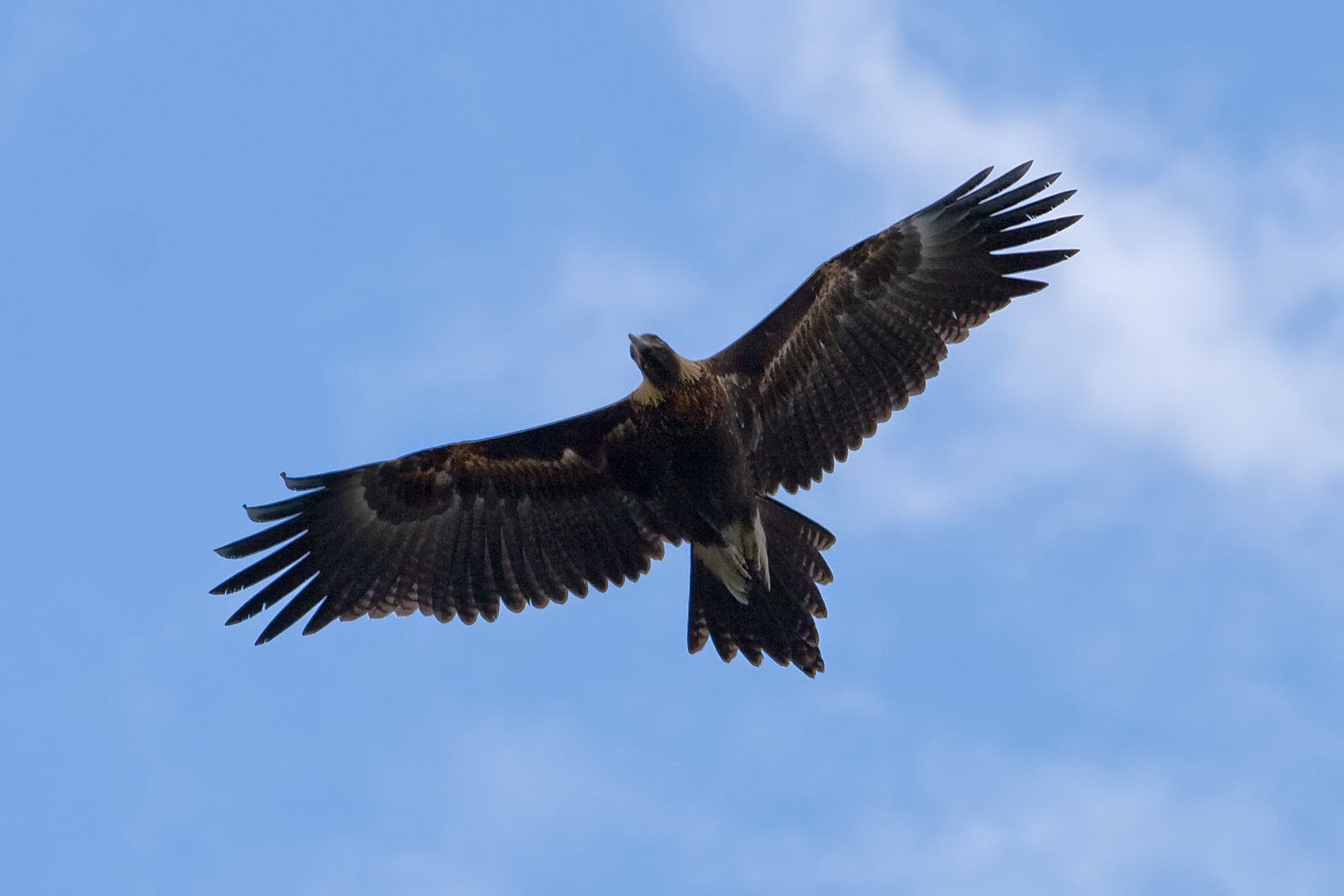
Juveniler Keilschwanzadler im Flug. Gut erkennbar ist die Bänderung von Schwingen und Steuerfedern sowie der arttypische, sehr lange, keilförmige Schwanz.

Die Iris ist hellbraun, die Wachshaut und die Zehen haben eine cremeweiße Färbung. Der Schnabel ist an der Basis weißlich grau und zur Spitze hin schwärzlich.
Das Jugendkleid unterscheidet sich deutlich von dem der Altvögel. Kopf und Brust sind auf dunkelbraunem Grund sehr intensiv hell rötlich braun gestrichelt. Nacken und oberer Rücken sind hell rötlich braun. Die großen, die mittleren und zum Teil auch noch die kleinen Oberflügeldecken sind ebenfalls hell rötlich braun, das hier durch entstehende Flügelband ist deutlich breiter als bei adulten Vögeln. Der übrige Rumpf, die kleinen Oberflügeldecken und die Beine sind dunkelbraun mit hell rötlichbraunen Federrändern. Die Steuerfedern, die Armschwingen sowie die inneren Handschwingen sind auf grauem Grund dunkelgrau gebändert, die äußeren Handschwingen sind wie bei adulten Vögeln schwarz mit grauer Basis. Die Iris ist dunkler braun als bei adulten Tieren, Schnabel, Wachshaut und Zehen sind mehr gelb. Die Jungvögel sind nach 7–8 Jahren ausgefärbt.

## Lautäußerungen
Keilschwanzadler sind außerhalb der Brutzeit meist stumm. Die für einen Vogel dieser Größe alle auffallend leisen und wenig durchdringenden Rufe sind nur am Nest und bei Balzflügen zu hören. Häufigster Ruf ist ein dünnes, hohes Pfeifen, auf das ein abfallendes „siii-tjuu“ folgt. Daneben äußern die Adler verschiedene andere und zum Teil gereihte, pfeifende, jaulende und kläffende Rufe.

## Verbreitung und Lebensraum

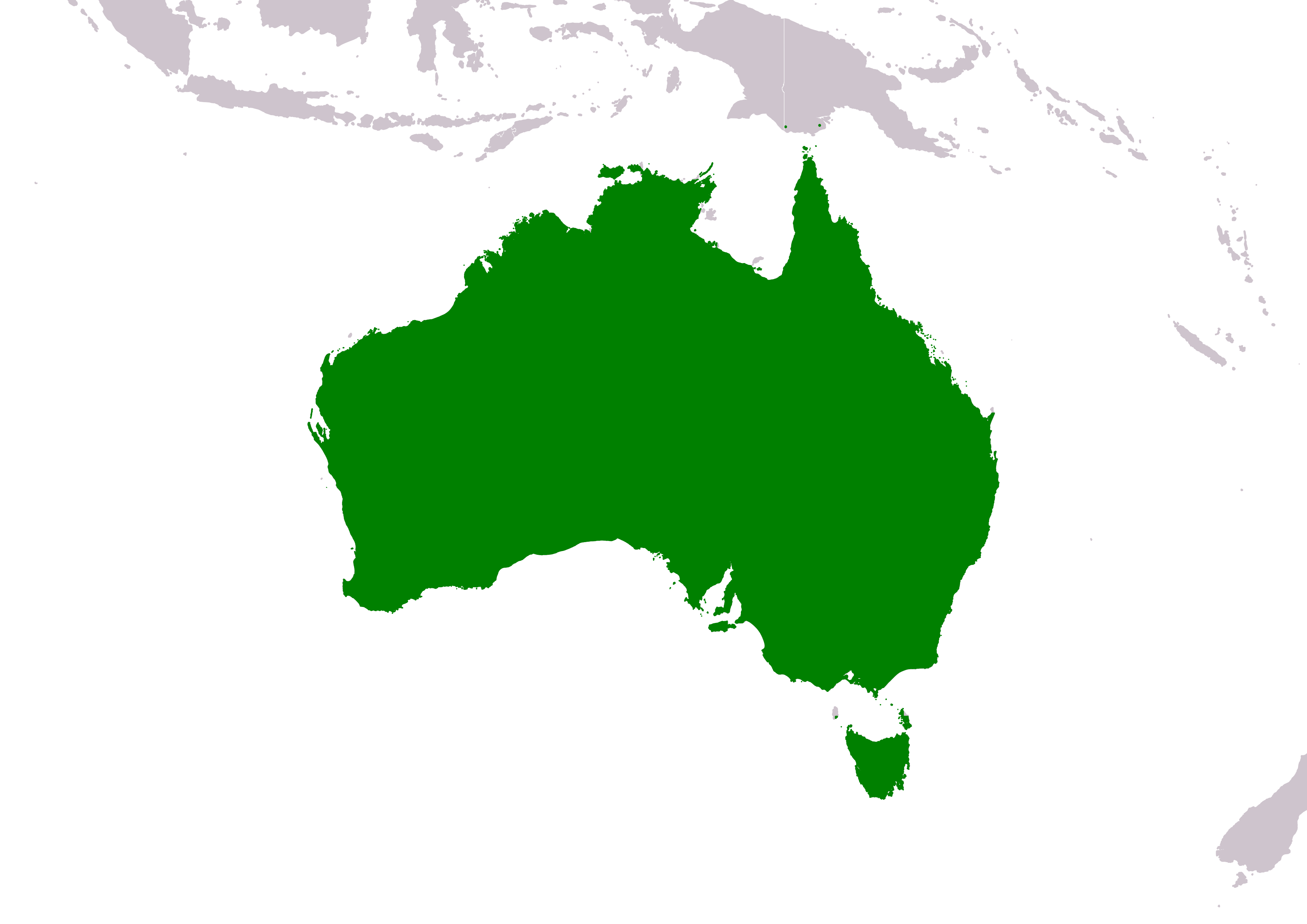
Verbreitung des Keilschwanzadlers:
Ganzjähriges Vorkommen

Die Art besiedelt wohl fast ganz Australien einschließlich Tasmanien sowie den äußersten Süden von Neuguinea. Die Größe des Gesamtverbreitungsgebietes beträgt etwa 7,68 Mio. km². Die Tiere kommen von Meereshöhe bis in 2000 m Höhe vor.
Keilschwanzadler bewohnen Landschaften fast jeder Art von Bergwäldern über offenem Waldland und Savanne bis zu baumlosen Ebenen. Gemieden werden nur Wüsten, intensiv landwirtschaftlich genutzte Bereiche sowie die Umgebung größerer Städte.

## Systematik
Es werden zwei Unterarten anerkannt:
- Aquila audax audax (Latham, 1802) – Größter Teil des Verbreitungsgebietes.
- Aquila a. fleayi Condon und Amadon, 1954 – Tasmanien. Die Nackenstrichel sind eher weißlich rotbraun.

Nach einer molekulargenetischen Untersuchung der mitochondrialen DNA und der DNA des Zellkerns ist der nächste Verwandte des Keilschwanzadlers der auch räumlich benachbarte Molukkenadler (A. gurneyi), beide Arten zusammen stellen das Schwestertaxon des Klippenadlers (A. verreauxii) dar.

## Jagdweise und Nahrung

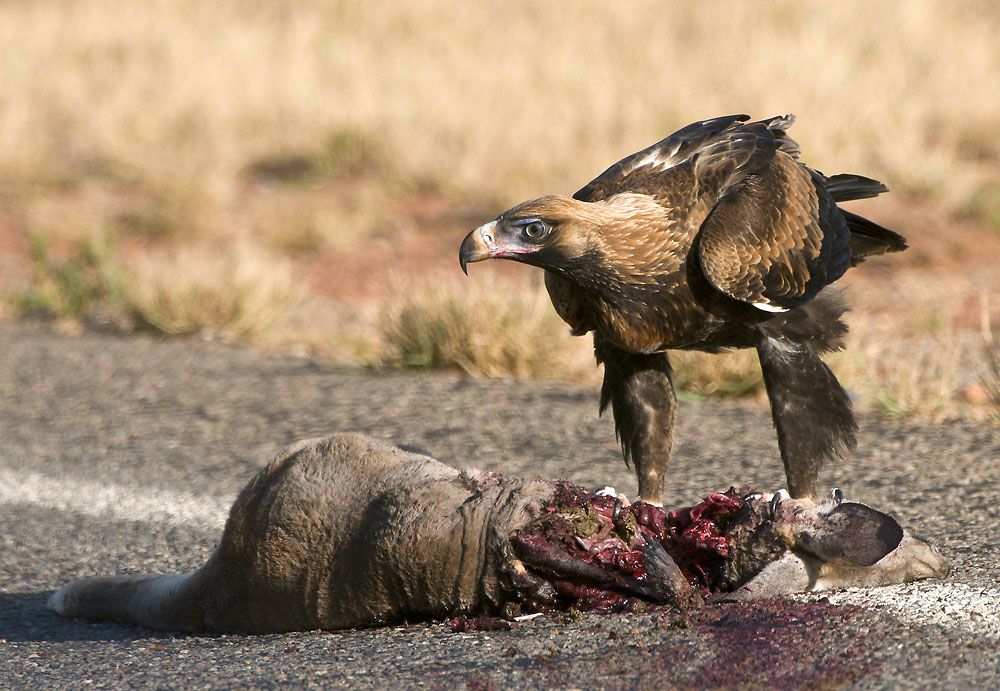
Juveniler Keilschwanzadler an einem überfahrenen Känguru. Aas ist vor allem für Jungvögel eine wichtige Nahrung.

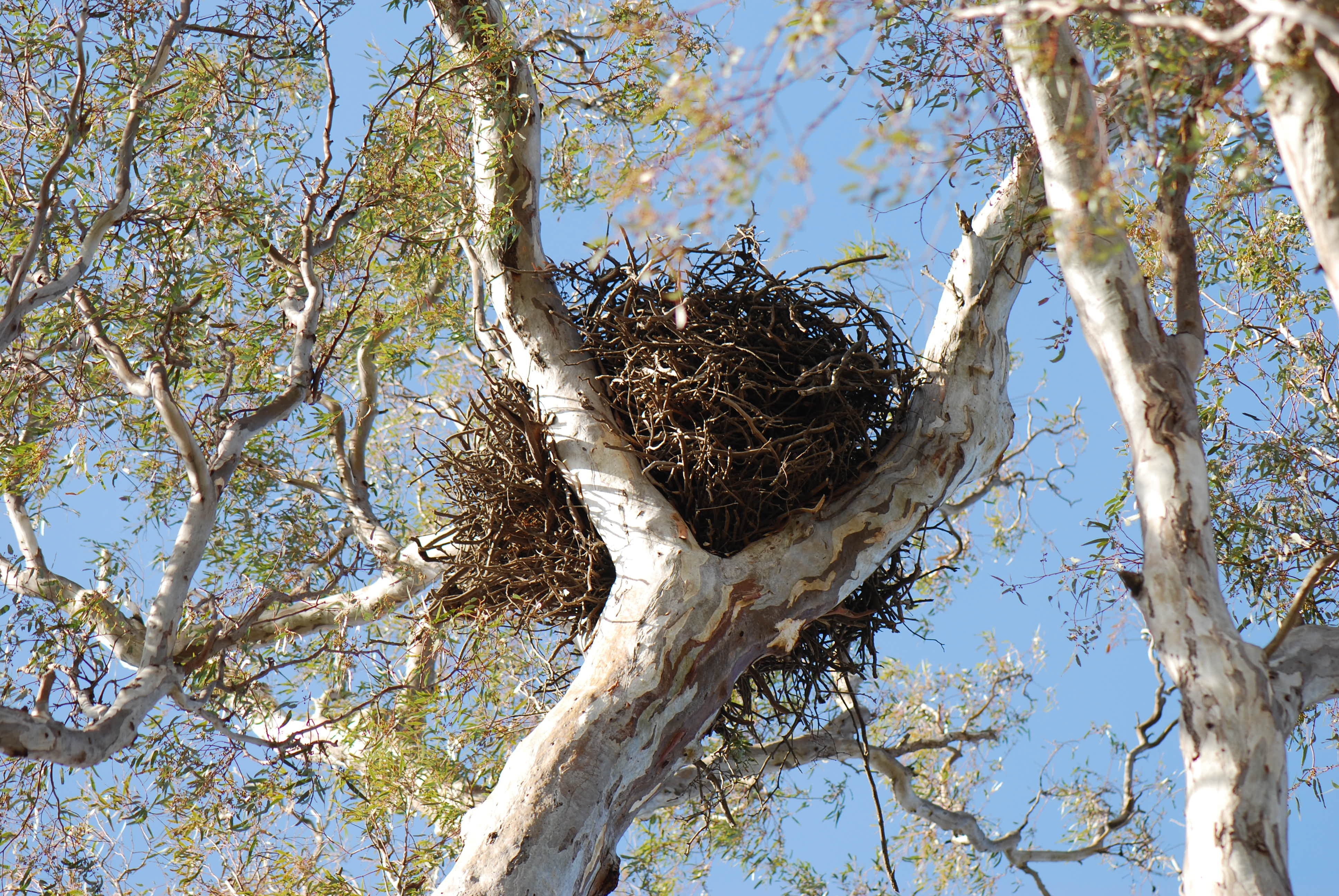
Nest eines Keilschwanzadlers auf einem Roten Eukalyptus (Eucalyptus camaldulensis) im Barmah-Millewa forest nördlich von Melbourne

Keilschwanzadler ernähren sich in erster Linie von bodenbewohnenden, mittelgroßen Säugetieren, weniger häufig werden Reptilien wie Warane und Bartagamen sowie Vögel erbeutet.
Dort wo die in Australien eingebürgerten Wildkaninchen häufig sind, bilden diese heute fast immer die Hauptnahrung, weiterhin werden junge Kängurus, Australische Nasenbeutler, eingebürgerte Hasen, Hauskatzen, junge Hunde, Füchse sowie Ziegen- und Schaflämmer gefressen. Ob letztere nur geschwächt oder auch gesund zur Beute des Keilschwanzadlers werden, ist umstritten. Vor allem außerhalb der Brutzeit und generell für junge Vögel spielt auch Aas eine wichtige Rolle als Nahrung.
Die Beute wird weit überwiegend am Boden aus einem bodennahen Suchflug heraus, seltener vom Ansitz aus erjagt. Gelegentlich ziehen diese Adler auch Kusus und andere Säugetiere aus Baumhöhlen, holen Jungvögel aus Nestern oder nehmen anderen Beutegreifern die Beute ab. Keilschwanzadler jagen gewöhnlich einzeln oder paarweise, in einem Fall wurde die kooperative Jagd von 15 Individuen auf ein Rotes Riesenkänguru (Macropus rufus) beobachtet. An großem Aas können sich 5–12, maximal bis zu 40 vor allem juvenile und immature Keilschwanzadler einfinden.

## Fortpflanzung

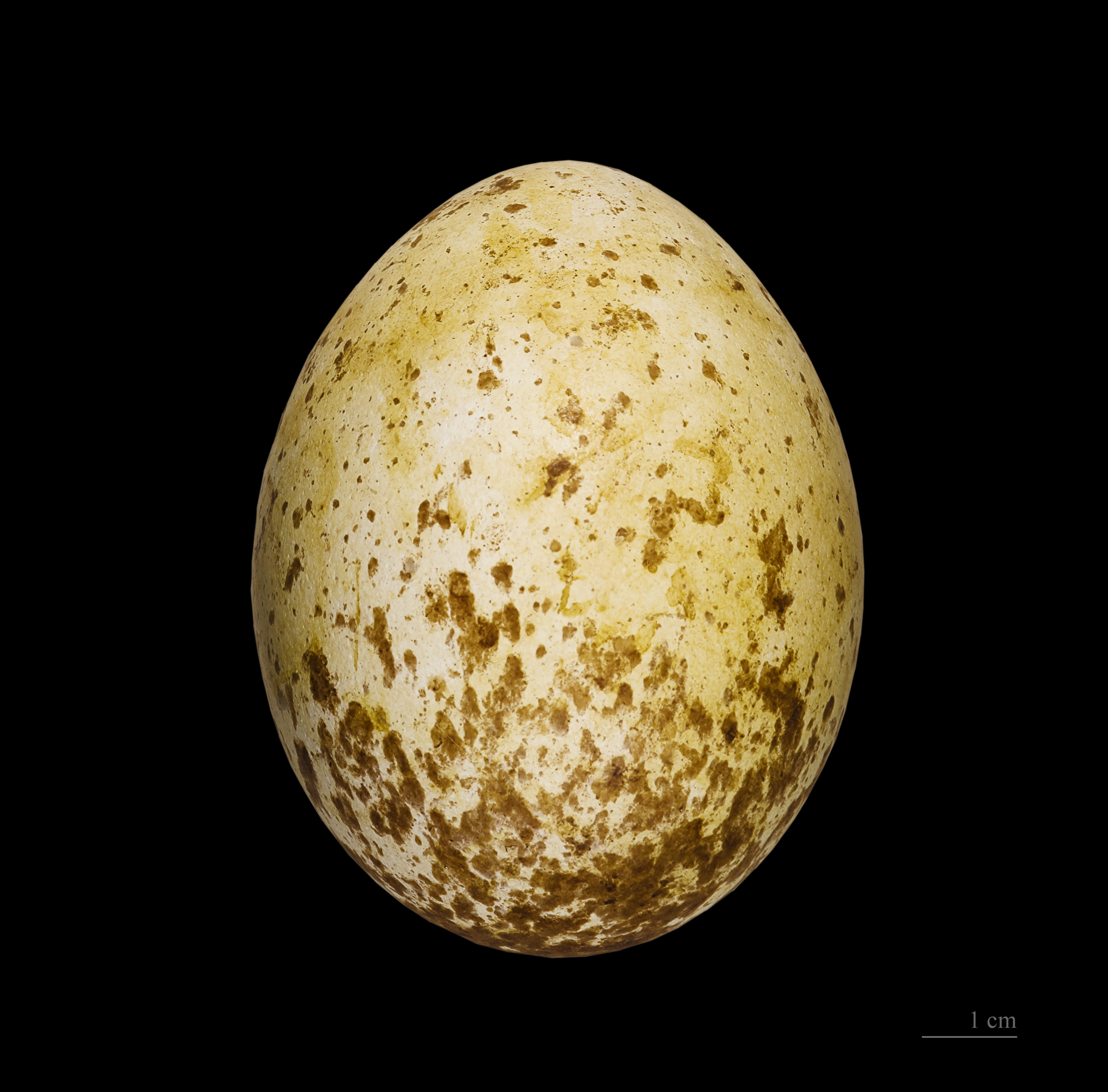
Ei eines Keilschwanzadlers

Die Balz besteht meist vor allem aus dem hohen Kreisen eines oder beider Paarpartner über dem Brutplatz, dabei wird auch gerufen. Gelegentlich werfen sich die Adler im Flug auf den Rücken oder zeigen wellenförmige Flüge, wobei sich Sturzflüge mit wieder aufsteigendem Gleiten abwechseln.
Die Nester werden überwiegend auf einzeln oder im dichteren Bestand stehenden Bäumen errichtet, meist auf einem Seitenast in 12–30 m Höhe, maximal in 73 m Höhe. Wo Bäume selten sind, sind die zur Nestanlage benutzten Bäume jedoch viel kleiner oder das Nest wird auf Felsen oder sogar auf dem Boden gebaut. Die Nester sind im Normalfall große und oft riesige Bauten aus Ästen, die Nestmulde wird mit dünneren und mit grünen Zweigen ausgelegt. Neue Nester haben manchmal nur einen Durchmesser von 1,0 m und eine Höhe von 0,75 m; alte, mehrfach benutzte Nester können jedoch Durchmesser von 2,5 m und Höhen bis 4,0 m erreichen.
Die Brutzeit fällt im größten Teil des Verbreitungsgebietes auf den Zeitraum Juli bis Dezember. Im äußersten Norden Australiens wurden Gelege auch schon im Januar und Februar gefunden, in Tasmanien im September. Im Westen Australiens ist die Höhe des Nahrungsangebotes stark vom Niederschlag abhängig, in Dürreperioden setzen Keilschwanzadler dort bis zu 4 Jahre lang mit der Brut aus. Die Gelege bestehen meist aus ein bis zwei, maximal vier Eiern. Die Brutzeit beträgt 42–48 Tage, die Nestlingszeit 70–95 Tage. Die Jungvögel bleiben nach dem Ausfliegen noch bis zu sechs Monate lang von den Eltern abhängig.

## Bestand und Gefährdung
Gesicherte Angaben zur Größe des Weltbestandes gibt es nicht, Ferguson-Lees und Christie schätzten ihn im Jahr 2001 auf mehrere 100.000 Vögel, BirdLife International gibt für 2010 nur 100.000 Vögel an. In Australien stammen die meisten Brutnachweise aus etwa dem östlichen Drittel, am häufigsten ist die Art aber offenbar in den ariden Gebieten im Westen, in der Mitte und im Süden des Kontinents.
Die Rodung der Wälder Australiens und vor allem die Einbürgerung des Wildkaninchens waren für den Keilschwanzadler sicher vorteilhaft und wahrscheinlich ist er heute häufiger als vor der Besiedlung Australiens durch Europäer. Der Weltbestand gilt als zunehmend und ist laut IUCN  (=least concern – nicht gefährdet). Der Bestand der tasmanischen Unterart A. a. fleayi hat jedoch von 140 Paaren in den 1980er Jahren auf nur noch 60–80 Paare in den 1990er Jahren abgenommen, sie gilt daher mittlerweile als stark gefährdet (“endangered”).